# Deokjin-myeon
Deokjin-myeon (koreanska: 덕진면) är en socken i kommunen Yeongam-gun i provinsen Södra Jeolla i den sydvästra delen av Sydkorea, 305 km söder om huvudstaden Seoul.